# Нестор (Метаниев)
Епископ Нестор (в миру Алексей Сергеевич Метаниев; 1830, Вольский уезд, Саратовская губерния — 25 июля 1910, Новоспасский монастырь) — епископ Русской православной церкви, епископ Дмитровский, викарий Московской епархии. Духовный писатель, магистр Казанской духовной академии.

## Биография
Сын священника села Новосильцева Вольского уезда Саратовской губернии.
В 1850 году окончил Саратовскую духовную семинарию.
В 1854 году окончил Казанскую духовную академию и определён помощником ректора в Кавказскую духовную семинарию в Ставрополе.
20 апреля 1855 году утверждён в степени магистра богословия.
28 сентября 1862 года пострижен в монашество. 25 марта 1863 года рукоположен во иеродиакона, 27 марта — во иеромонаха и 23 апреля назначен инспектором Тифлисской духовной семинарии.
20 декабря 1866 года назначен ректором Смоленской семинарии.
5 февраля 1867 года возведён в сан архимандрита.
17 апреля 1877 года хиротонисан во епископа Аксайского, викария Донской епархии.
С 8 сентября 1880 года — епископ Выборгский, викарий Санкт-Петербургской епархии.
С 31 октября 1881 года — епископ Смоленский и Дорогобужский. Будучи в Смоленске, открыл внебогослужебные собеседования в церквах и самого Смоленска и епархии. В 1883 году открыл епархиальную библиотеку. В 1885 году — создал Братство преподобного Авраамия Смоленского чудотворца.
С 16 декабря 1889 года уволен от управления епархией и назначен членом Московской Синодальной Конторы и настоятелем Новоспасского монастыря в Москве.
С 29 января 1894 года — епископ Дмитровский, викарий Московской епархии. С 1895 года — почетный член Казанской духовной академии.
8 июня 1901 года уволен на покой с проживанием в Московском Новоспасском монастыре. С 5 декабря 1908 года уволен от должности штатного члена Московской Синодальной конторы вследствие преклонных лет. Последние годы — молитвенный монашеский подвиг, практически полный разрыв с миром. Не угасавшие умственные интересы он поддерживал чтением академических изданий и газет. 1 марта 1909 года его поразил паралич, отнялись правая рука и нога. Началось медленное, беспомощное, страдальчески-болезненное умирание. Скончался 25 июля 1910 года. Погребён под собором Новоспасского монастыря.

## Сочинения
- «О Кавказской беглопоповщине» // «Грузинский Духовный Вестник», 1866.
- «Моздокская епархия и епископ Гаий» // «Грузинский Духовный Вестник», 1864.
- «Материалы для истории старообрядчества на Дону». Новочеркасск, 1882.

## Комментарии
1. ↑  Село Новосильцево[1] располагалось в северной части Вольского уезда, в последующем входило в состав Балтайского района[2]; не сохранилось, ныне — урочище в Большеозерском муниципальном образовании Балтайского района, Саратовская область[3].